# Dierhagen
Dierhagen település Németországban, Mecklenburg-Elő-Pomeránia tartományban. Lakosainak száma 1580 fő (2023. december 31.). Dierhagen Graal-Müritz és Gelbensande községekkel határos.

## Népesség
A település népességének változása:
| Lakosok száma | 1497 | 1481 | 1526 | 1587 | 1561 | 1580 |
|               | 2015 | 2017 | 2019 | 2021 | 2022 | 2023 |